# 紅毛港保安堂
22°35′16″N 120°20′22″E / 22.587898°N 120.339405°E
紅毛港保安堂是位於台灣高雄市鳳山區的廟宇，原位於小港區紅毛港姓蘇仔聚落，為紅毛港聚落三間有應公廟之一。是全台唯一供奉日本軍艦的廟宇，每年會有來自日本的訪問團參拜、交流。主神之一為「海府」大元帥，是一名日本軍官（據說為太平洋戰爭中殉難的蓬第38號哨戒艇艇長高田又男）、另兩位主神分別為「郭府」千歲及「宗府」元帥。
廟中除供奉三位主神及日本軍艦軍官外，旁祀地藏王菩薩及福德正神。該廟與其他廟宇不同的是，不播放梵音，而是播放二戰時期日本海軍軍歌「軍艦行進曲」，並於大殿入口處豎立中華民國國旗、日本國旗及旭日旗。參拜者可依照各自的信仰，以日本方式或是台灣方式祭拜。

## 沿革

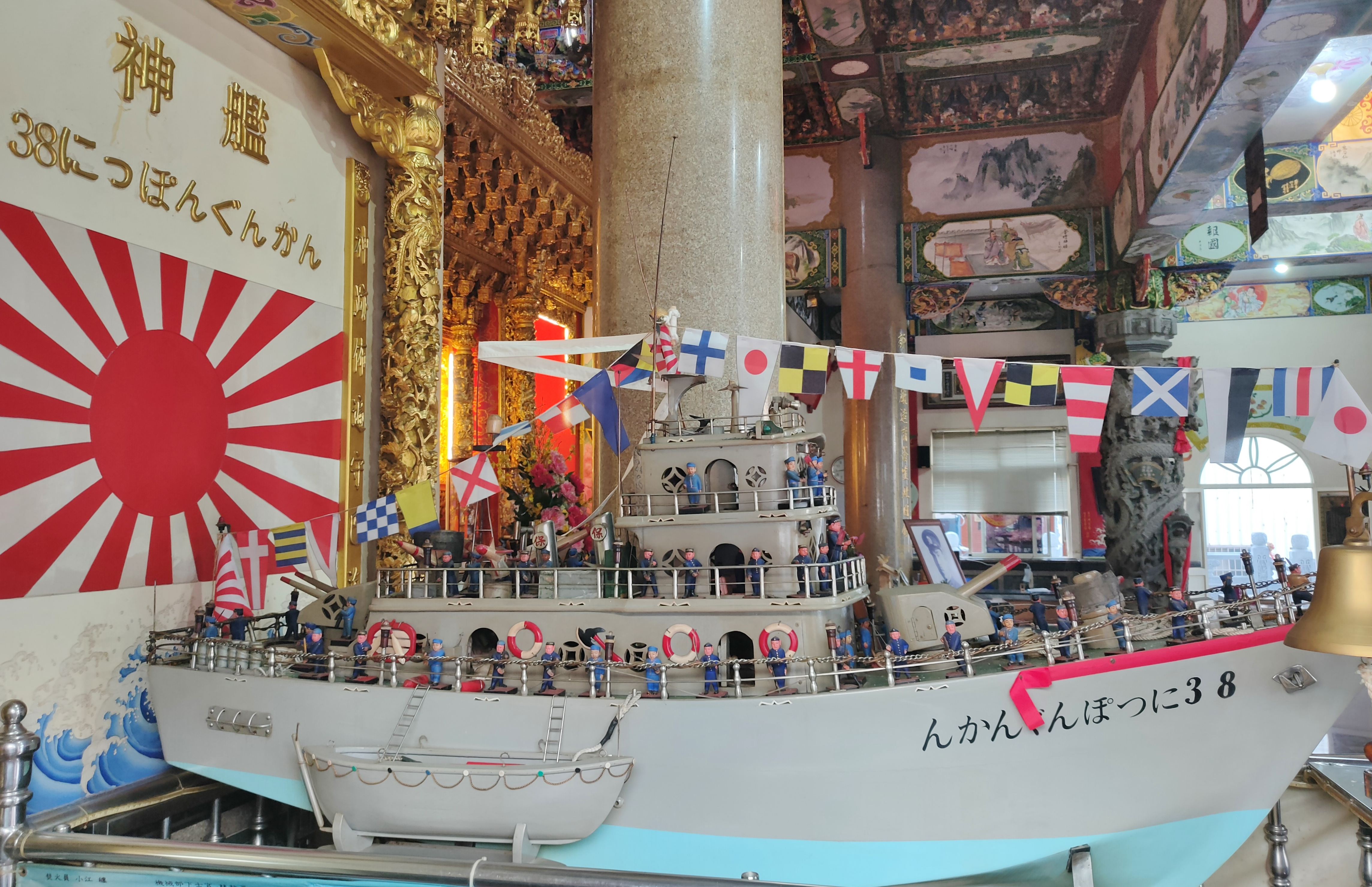
懸掛日本帝國海軍滿艦飾的三十八號船艦御神體

保安堂的由來，據說是在日本大正十二年（1923年）時，紅毛港漁民在海上作業時撈到腿骨，漁民們將之帶回岸上並建竹寮供奉。該竹寮即是保安堂前身，當時所供奉的即是「郭府」（又稱郭聖公、郭府元帥）。而宗府元帥的來歷則是當地一位陳姓村民，因於死後無家人處理後事，遂託夢鄰人，之後村民將之安葬於保安堂。另外《戀戀紅毛港──寺廟建築與信仰》一書則有另一版本，寫說在大正十二年（1923年）時蘇姓人家為祭拜「地基主」而搭建竹寮奉祀「宗府」，並命名為「保安宮」，為保安堂前身。1940年代有紅毛港漁民阿忠撈到腿骨，乃將之洗淨送到保安宮，之後阿忠出海都有好收穫，認為是被那根腿骨的主人保佑，遂捐錢並募款將竹寮加以修建，並奉那腿骨的主人為「郭府」。
第二次世界大戰結束後，於民國35年（1946年）左右，紅毛港漁民在海上撈獲一顆頭顱，亦帶回保安堂供奉，是為「海府」。之後先有託夢，後有原先不會日語的乩童用日語交代海府的來歷，是太平洋戰爭中陣亡的日本第38號軍艦艦長。後來據說海府大元帥曾下指示，欲前往琉球護國神社參拜「日本海軍戰歿者慰靈塔」，信徒乃在民國79年（1990年）8月造訪琉球。並在此行中，於紀念碑上發現記載日本海軍震洋隊第卅八號軍艦在太平洋戰爭中被擊沉一事。日後信徒們在民國八十年（1991年）請哈瑪星船匠黃秀世，打造縮小版的軍艦以祭祀。據說製作途中，海府屢屢託夢，要求上面的士兵器具等物都必須確實復刻，與「卅八號軍艦」一致。原先船艦上的旗幟是懸掛萬國旗；2021年11月25日，經詢問日本專業人士後，改懸掛日本帝國海軍所使用的「滿艦飾」。
而保安堂自大正十二年（1923年）草創後，曾有村民洪送還願重修，將原本供奉於廟內的骨骸遷葬於廟後新建的墓園。後來民國64年農曆十月十五（1974年11月28日）蘇現發起重修，當時有陳新登、陳新教捐地，洪豬哥為主辦人，洪明恩為副辦人。民國76年（1987年）時，又興建了牌樓。
2000年代初期紅毛港遷村至鳳山後，當地居民將保安堂遷至現址。民國102年（2013年）12月29日進行謝土安座大典。民國111年 (2022年) 9月，為致力台日友好卻不幸遇襲離世的前日本首相安倍晋三豎立銅像，隔年2023年7月18日遺孀安倍昭惠來保安堂向銅像獻花致意；民國114年（2025年）4月29日，日本自民黨眾議員、前經濟安全保障大臣高市早苗參與廟前安倍紀念公園揭牌。

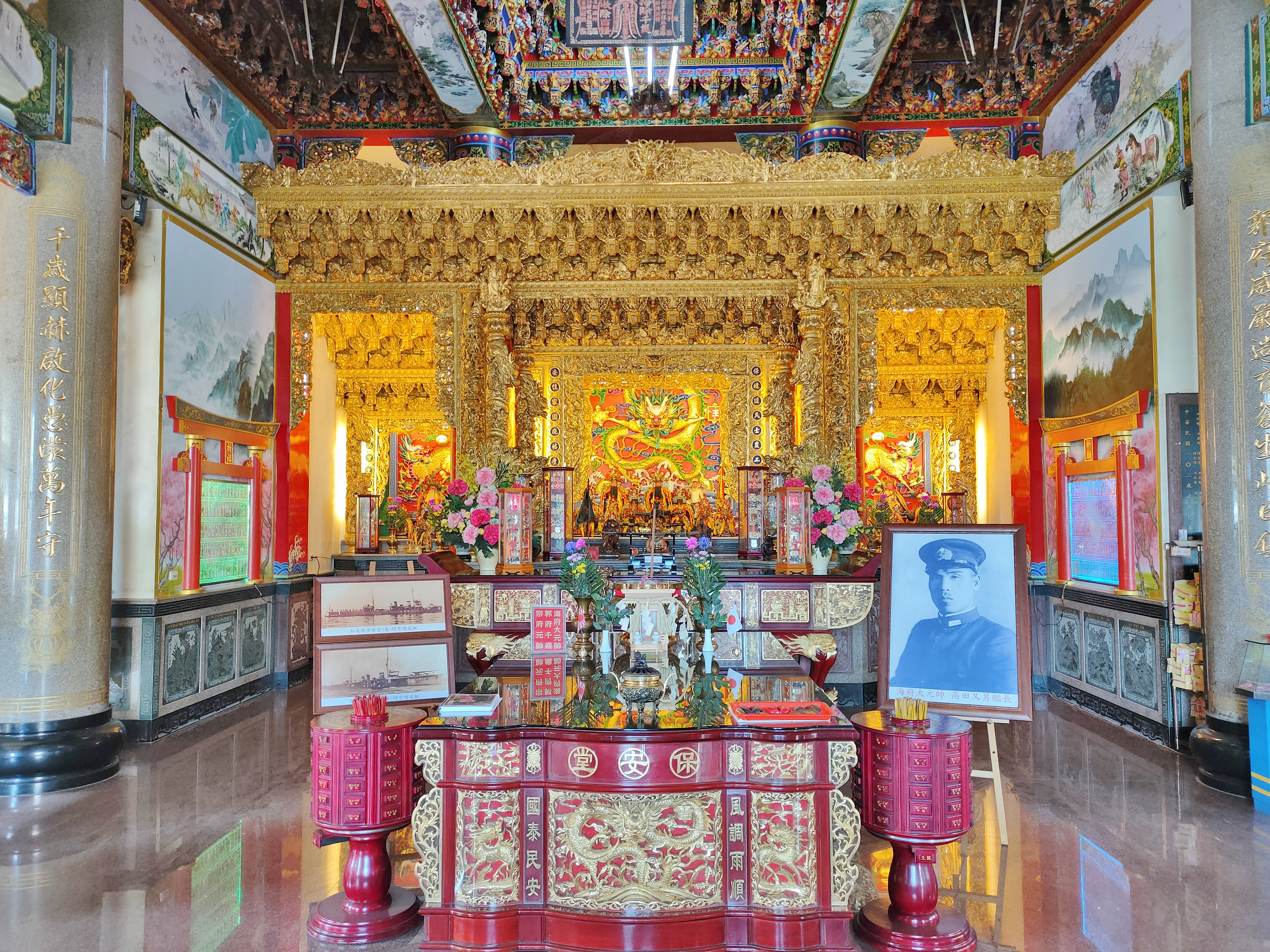
紅毛港保安堂正殿大廳，圖右肖像為高田又男艦長。

## 傳說
據說海府、郭府、宗府三尊神明的神像，是用同一塊樟木所雕成。而這塊樟木的來歷，相傳是過去紅毛港漁民在捕魚時所撈到的。當時漁民們原以為是撈到了大魚，結果卻是塊木頭，遂將之扔回海中再重新下網。然而之後又撈到同樣的木頭，於是漁民們又再次將之丟棄。最後在「三棄三拾」之後，漁民們認為這塊木頭有靈性，遂將之帶回岸上暫置。日後保安堂要雕神像時，找上了這塊木頭，而巧合的是木材的大小剛好就是雕三尊神像所需的大小。

## 考據

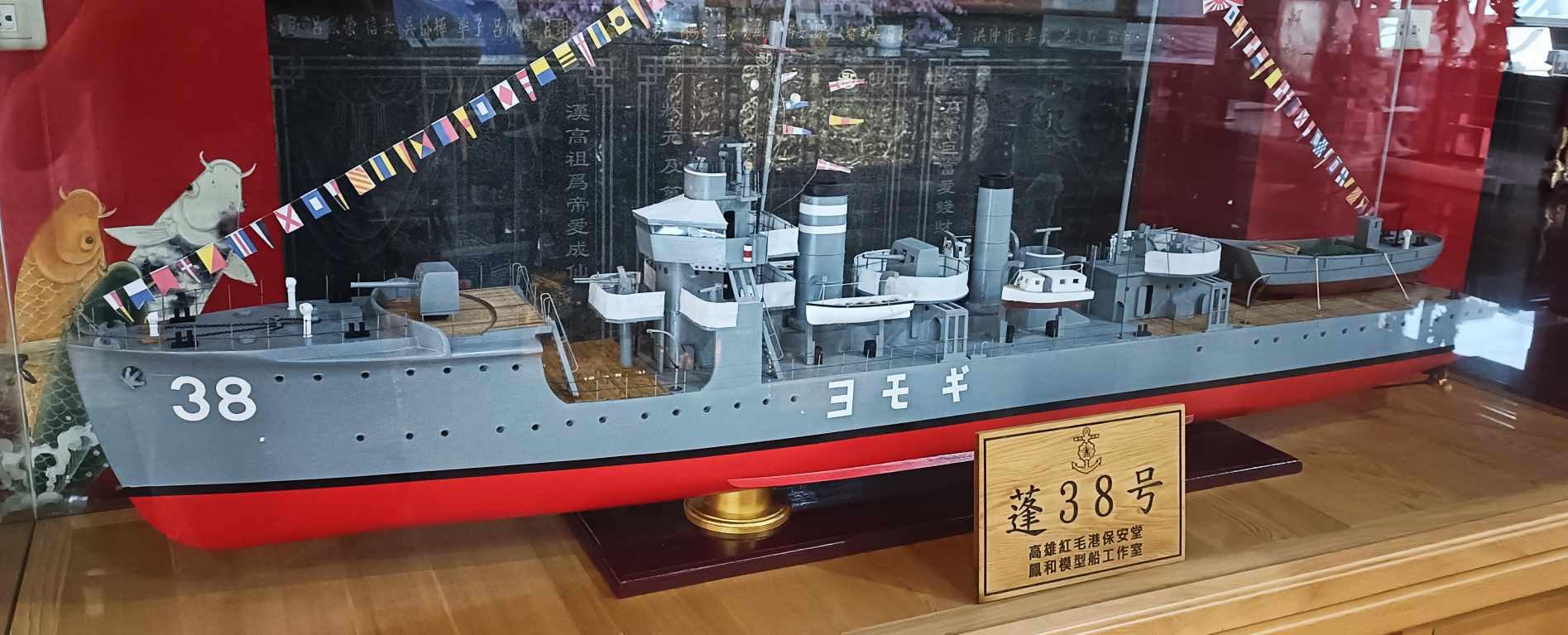
紅毛港保安堂所展示的「蓬第38號巡邏艇」模型，該模型於2020年由張鳳和製作。

廟方所供奉之軍艦，現普遍認為是後改制成「第38號巡邏艇」（日语：第38号哨戒艇）的原枞级驱逐舰「蓬」。
2017年，保全堂主委張吉雄透過日本防衛廳的解密資料，爬梳與「蓬第38號哨戒艇」相關的史料。2018年查出海府的真實身分為高田又男。同年10月8日，他前往駐日代表處、日本遺骨推進會及靖國神社偕行文庫查證，確認「38號哨戒艇」全艦官兵已入祀靖國神社，九名軍官死後晉封，高田又男艦長晉升為少佐。在當年舉辦的「招魂法會」中，紅毛港保安堂製作了145面寫有殉職日軍官兵姓名及職稱的旗幟，並特別標明為「蓬38號艦」
2020年1月，保全堂尋至高田艦長之子高田鳴海的相關資訊。經在2023年4月前往熊本市與高田鳴海會面，高田與其遺族（孫女及親戚）於同年8月訪問了保安堂祭拜相認。
另一說《打狗漫騎──高雄港史單車踏查》一書則提及，根據相關資料推測，海府大元帥可能並非蓬第38號巡邏艇，而是1944年11月從西貢前往菲律賓馬尼拉途中被擊沉的「第卅八號海防艦」。

### 戊戌年護漁佑民高雄港內海上遶境法會
2018年適逢3年1次海府大元帥返鄉參拜年，但廟方擲筊都無回應。經請示海府，欲於高雄港內舉辦海上引魂法會，將船上145名同袍英靈，引回保安堂奉祀，期盼日後能光榮返鄉，魂歸故土。

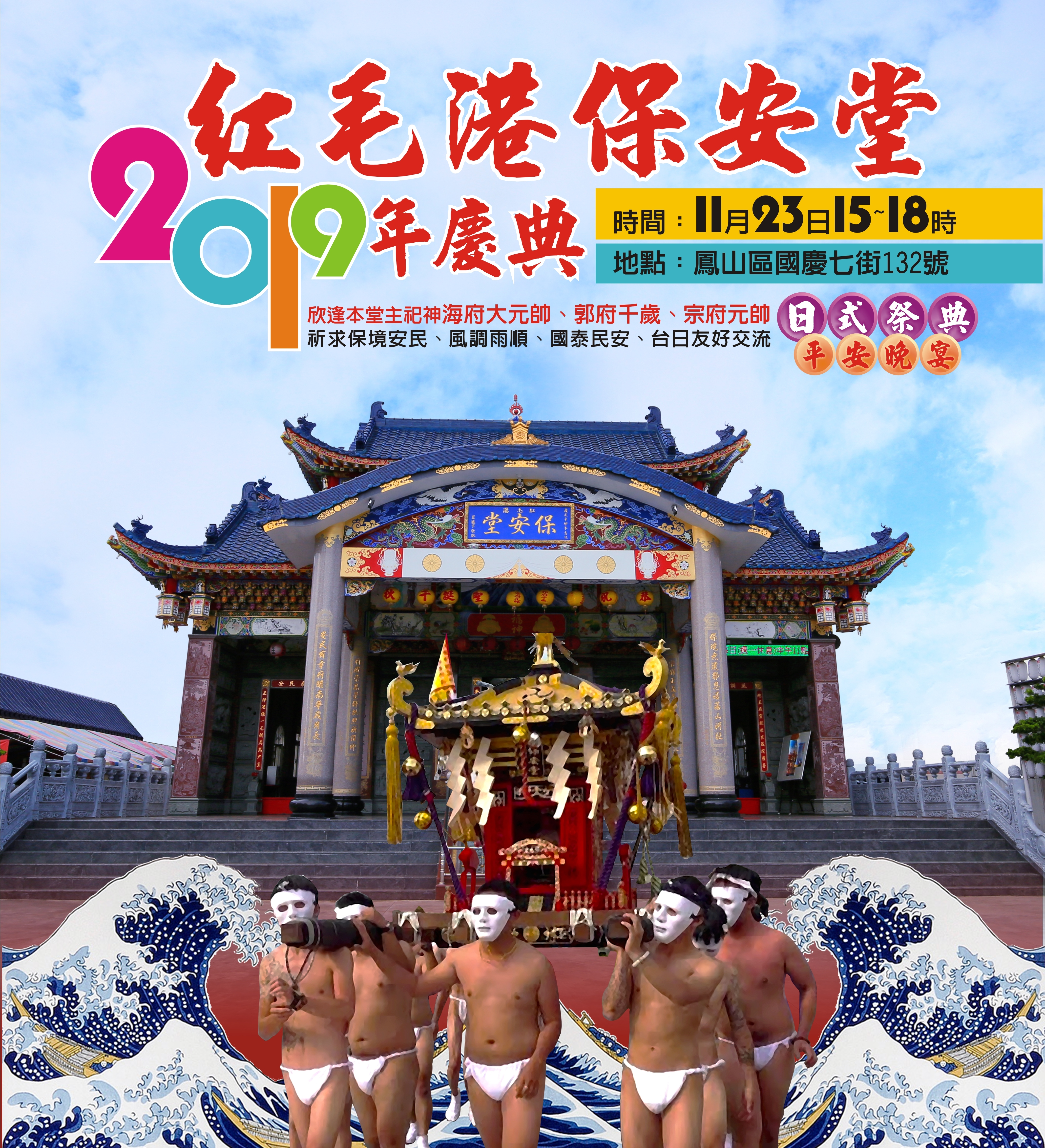
紅毛港保安堂2019年台日聯合祭典海報